# Harlem Shake (meme)

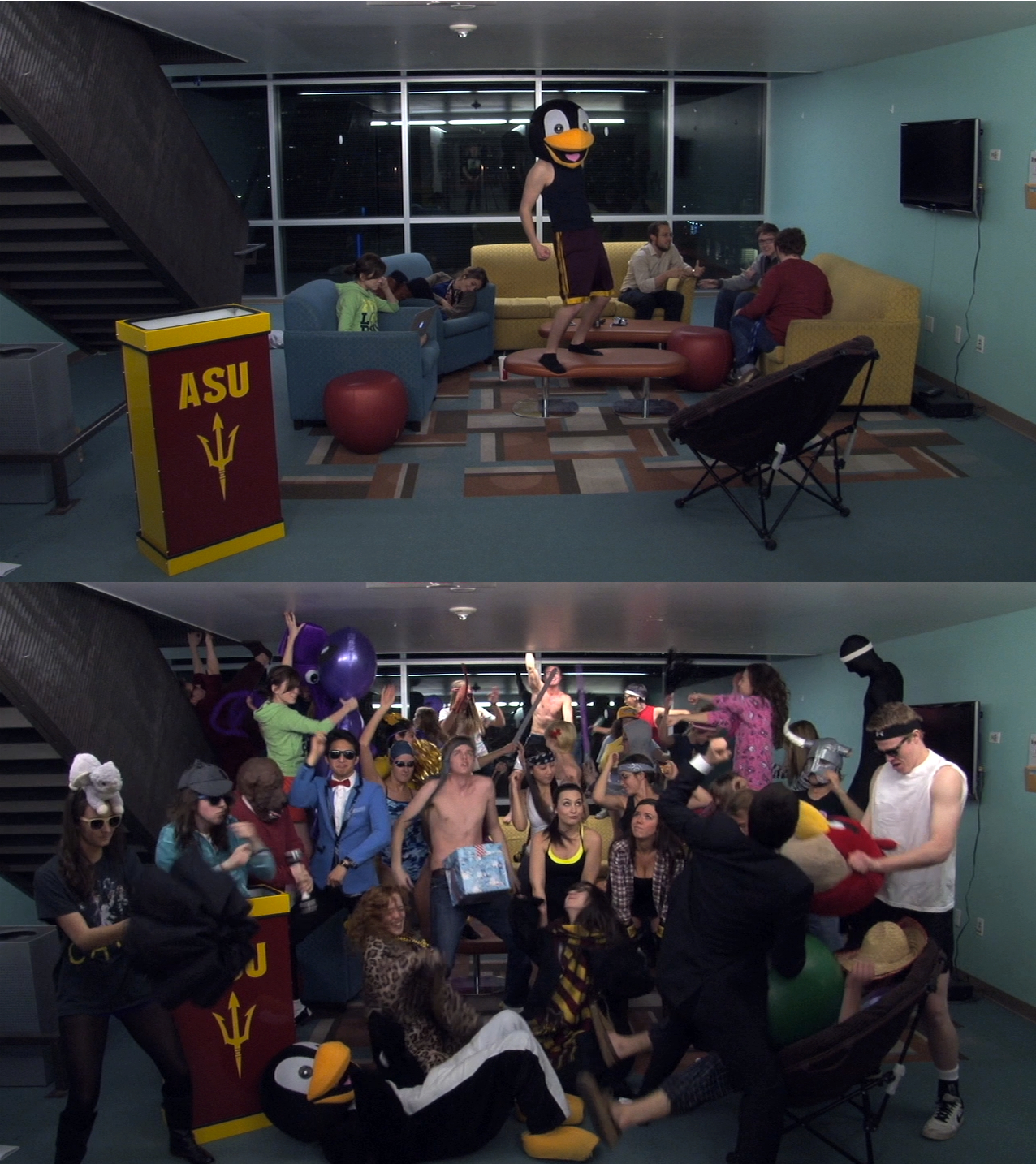
Video che mostra le due situazioni tipiche di un Harlem Shake

L'Harlem Shake è stato un meme di internet, diffusosi tramite YouTube e altre piattaforme video presenti sul web a cavallo tra il 2012 e il 2013.
Il meme consiste in un video comico della durata di circa 30 secondi, accompagnato da un estratto della canzone Harlem Shake di Baauer (da cui il titolo), caricato per la prima volta su YouTube il 30 gennaio 2013 sul canale DizastaMusic, creato dall'ora youtuber comico-demenziale "Filthy Frank" (meglio conosciuto dal 2017 come artista trip hop, con lo pseudonimo Joji) nel video Filthy Compilation #6.
Il video ha riscosso un notevole successo ed è stato subito replicato da migliaia di persone provenienti da tutto il mondo, che inserendo la propria versione dell'Harlem Shake hanno fatto diventare il meme un video molto conosciuto e virale arrivando anche a migliaia di video caricati al giorno durante il culmine.
Nonostante il suo nome, il meme non c'entra niente con la danza originale conosciuta come Harlem Shake, una danza urbana o hip hop che ha origine ad Harlem, New York, negli anni 1980; anzi, i partecipanti nel meme di solito fanno movimenti spasmodici.

## Il video
L'Harlem Shake, tecnicamente, è piuttosto facile da creare amatorialmente, in quanto è costituito da un'unica inquadratura della telecamera, fissa, e di un solo taglio alla ripresa a metà video circa, mantenendo sempre lo stesso sottofondo musicale, la canzone Harlem Shake. All'interno di ogni video è presente una marcata vena humor, dovuta al contrasto tra una prima scena, tranquilla e statica, in cui c'è solo una persona che balla mascherata, e una seconda scena, caotica e frenetica in cui tutti si agitano nei loro costumi.
La semplicità della scena ha permesso comunque ai fan di creare le proprie versioni in modo molto personalizzato e originale. Nelle versioni più semplici il video coinvolge anche solo una singola persona, mentre in quelle più complesse coinvolge una grande quantità di persone e di elementi coreografici.
Il grande successo del video è stato in parte attribuito all'anticipazione del momento di interruzione e alla breve durata del video (circa 30 secondi), che lo rende molto facilmente fruibile.
Il Washington Post ha descritto la viralità del video, riferendosi in particolarità alla scelta del taglio di scena a metà video, al ritmo ipnotico, e alla veloce visualizzazione del tutto. Anche l'assenza di linguaggio nel video ha permesso una diffusione omogenea e maggiore del video.

## Il successo

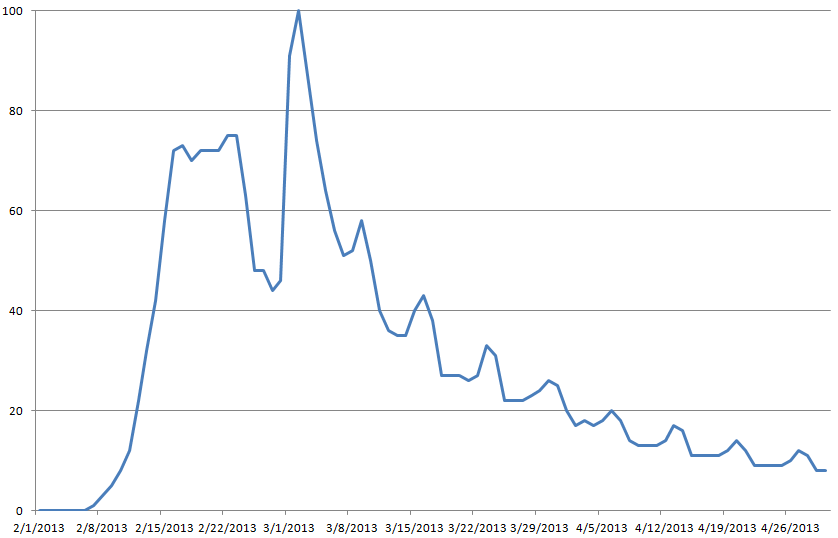
Grafico che mostra la diffusione del fenomeno durante il 2013

Il video originale era stato caricato inizialmente su YouTube, il 30 gennaio 2013 dallo youtuber asiatico Filthy Frank (George "Joji" Miller) nel video "Filthy compilation #6", come spezzone iniziale di una serie di sketch divertenti e successivamente ricaricato in versione integrale il 2 febbraio 2013 sullo stesso canale.
Già il 10 febbraio gli upload eseguiti su YouTube di video imitativi di Harlem Shake avevano raggiunto i 4.000 al giorno. A partire dall'11 febbraio esistevano quindi già 12.000 versioni differenti del video, ottenendo un totale di oltre 44 milioni di visualizzazioni. mentre solo 4 giorni dopo circa 40.000 video erano stati caricati, per un totale di 175 milioni di visualizzazioni.
Il 24 marzo 2013, solo 40 giorni dopo il primo caricamento, il video originale aveva raggiunto il milione di visualizzazioni.
Il video si è diffuso principalmente in America, Australia e in Europa, ma anche in Cina, Giappone, India, Emirati Arabi Uniti, e in Giamaica. In questi paesi non solo il video ha avuto molto successo ma è anche da dove provengono la maggioranza dei video caricati in rete.
L'enorme numero di visualizzazioni di video contenenti Harlem Shake come colonna sonora, individuati tramite la tecnologia Content ID di YouTube, ed il relativo traino al video ufficiale (contenente solo la traccia audio, ma visualizzato ben 14 milioni di volte nelle due settimane successive alla nascita del meme), sono un fenomeno simile a quanto già avvenuto negli anni precedenti con altre canzoni (es. Gangnam Style del rapper Psy nel 2012). Questa nuova fonte di introiti e di misura del successo, che non tiene conto dei tradizionali canali di remunerazione degli artisti (vendite e passaggi radiofonici e televisivi), ha portato alla decisione, da parte di Billboard e di Nielsen Media Research, di introdurre (proprio durante il picco del fenomeno Harlem Shake) il numero di visualizzazioni su YouTube nei parametri impiegati per calcolare le loro classifiche relative ai principali singoli musicali. Con il nuovo metodo di calcolo Harlem Shake di Baauer è subito entrato al primo posto dellaTop 100 del 2013, mantenendo la posizione per 5 settimane.

## Celebrità
Oltre ad un gran numero di persone comuni la moda di creare un proprio video di questo meme ha coinvolto diverse celebrità, in particolare nel mondo dello sport, come i calciatori di Manchester City e Juventus ed alcuni wrestler della WWE. Il Team Honda Superbike ha realizzato una sua versione di Harlem Shake con il pilota Jonathan Rea e gli altri membri del Box, tra i quali l'altro pilota Leon Haslam vestito da zebra.